# Берикский договор (1357)
Берикский договор, подписанный в английском городе Берик-апон-Твид в 1357 году, официально положил конец Второй войне за независимость Шотландии. На этом этапе англо-шотландских войн, который начался в 1333 году, король Англии Эдуард III попытался посадить на шотландский трон Эдуарда Баллиола вместо короля Давида II, сына Роберта Брюса.
Согласно условиям договора, Давид II был освобождён англичанами, которые пленили его в битве при Невилл-Кросс в 1346 году. Англичане потребовали выкуп в размере 100 000 шотландских мерков или 67 000 фунтов стерлингов за его освобождение, который должен был выплачиваться в течение десяти лет ежегодными платежами. Были произведены только первые два платежа. Первый взнос был уплачен вовремя, второй — с опозданием, и после этого выплаты прекратились. Для выплаты выкупа было увеличено налогообложение, и Давид II начал присваивать средства из своего собственного фонда выкупа, вызвав широкое возмущение, которое в 1363 году вылилось в протест против выкупа.
Давид II также согласился назвать своим преемником Эдуарда III, что было отклонено парламентом Шотландии. Вопрос о наследовании был решён, когда Роберт II вступил на престол после смерти Давида II в 1371 году.